# Норвежская музыкальная академия

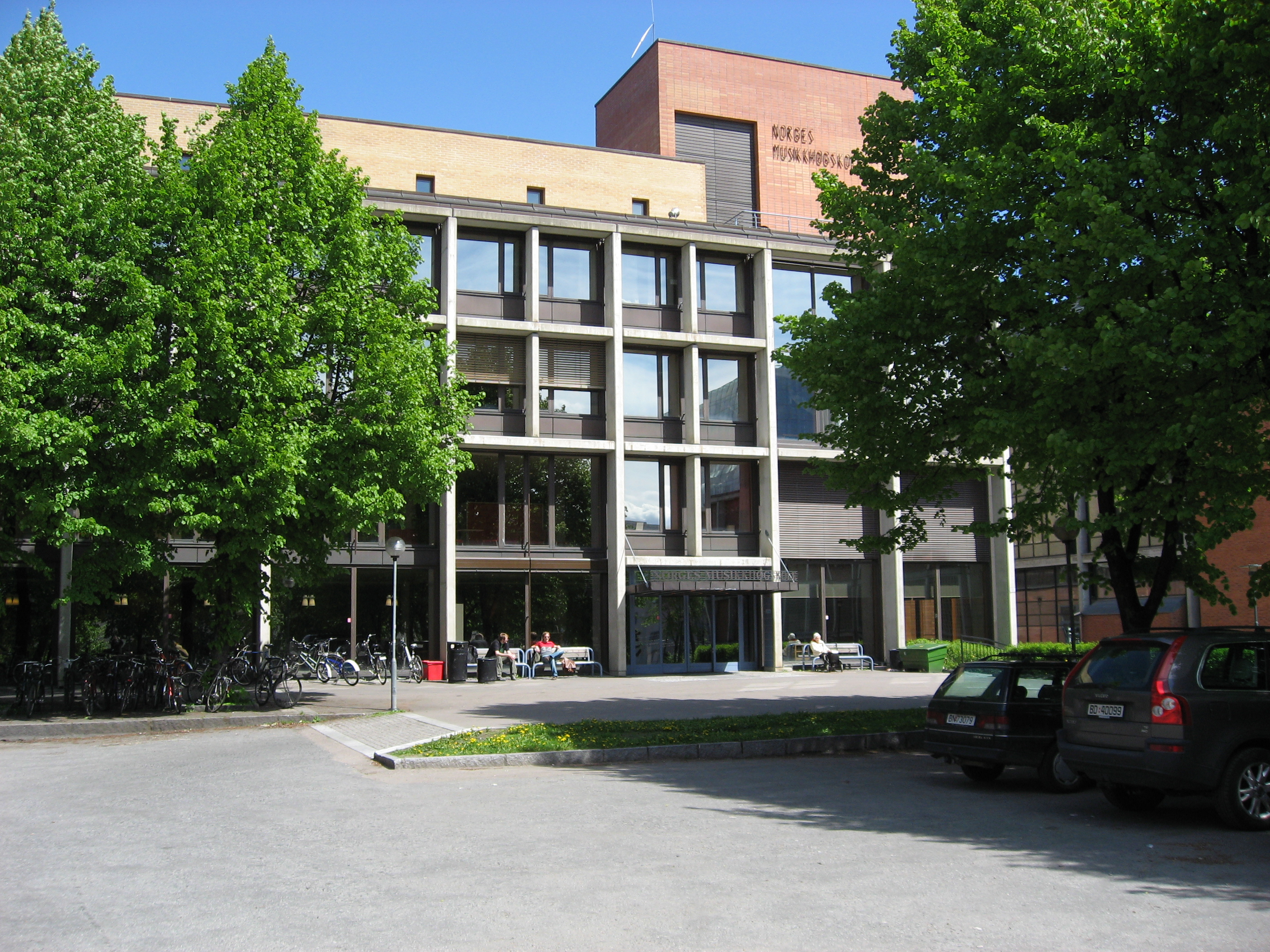
Норвежская музыкальная академия

Норвежская музыкальная академия (норв. Norges musikkhøgskole (NMH)) — государственная консерватория, находящаяся в Осло. Крупнейшее высшее музыкальное учебное заведение в Норвегии. Здесь получали образование ведущие композиторы и музыканты этой страны.

## История
Норвежская музыкальная академия была открыта в 1973 году. В 1996 году она была объединена с Музыкальной консерваторией Осло (Østlandets musikkonservatorium). Предшественницей академии была основанная отцом и сыном Линдеманами в 1883 году в Кристиании Школа органистов. Со временем эта школа развилась в первую и крупнейшую консерваторию Норвегии и стала основой для Музыкальной академии. В память о заслугах семьи Линдеман главный концертный зал академии (на 400 мест) носит название «Линдеман-холл».

## Общие сведения
В настоящее время в Норвежской музыкальной академии обучают таким дисциплинам, как музыкальная композиция и музыкальная педагогика, а также изучаются такие музыкальные жанры, как народная музыка, церковная музыка, классическая музыка, а также современные музыкальные формы, такие, как джаз. Академия является крупнейшим в Осло организатором концертов, под её эгидой устраивается ежегодно до 300 музыкальных выступлений. Всего же в академии обучается около 500 студентов. Обучение в Норвежской музыкальной академии бесплатное.
Ректор Академии — Эйрик Биркеланд.